# Alphonse Berger
Alphonse Léon Berger (* 1841; † 1906) war von 1863 bis 1872 Scharfrichter auf Korsika, danach Assistent der französischen Scharfrichter Nicholas Roch, Louis Deibler und Anatole Deibler und Konstrukteur einer verbesserten Guillotine.

## Leben
Von Beruf war er Zimmermann und Möbelschreiner. 1868 beauftragte ihn die französische Regierung mit der Konstruktion eines neuen, verbesserten Modells der Guillotine. Die von Berger modifizierte Form der Maschine blieb ab 1872 bis zur letzten Hinrichtung in Frankreich an Hamida Djandoubi 1977 in Gebrauch.
Berger war verheiratet mit Olympe Roch, der Tochter seines Chefs Nicholas Roch. Das Paar hatte mehrere Kinder, von denen das jüngste, André Léon Berger (1895–1956), nach Algerien ging und dort 1928 Henkerassistent seines Onkels Henri Roch wurde. Als der alt und senil gewordene Henri Roch eine Hinrichtung verpatzte, wurde er im Dezember 1944 oder Januar 1945 pensioniert und zum 1. März 1946 durch André Berger ersetzt.